# Asiento
Asiento (Asiento de negros) – przyznawane przez Królestwo Hiszpanii w czasach nowożytnych uprawnienie do monopolistycznego handlu niewolnikami z koloniami w Ameryce Południowej.
Po raz pierwszy przyznał je Karol V Habsburg w 1518 roku. Aż do końca XVII wieku przywilejem cieszyła się Portugalia – długo najsilniejsza po Hiszpanii potęga morska. Od 1701 do 1713 roku Asiento było przyznane Francji (akcjonariuszami byli francuscy wielcy finansiści Antoine Crozat i Samuel Bernard), a od traktatu pokojowego 1713 roku (pokój w Utrechcie) Wielkiej Brytanii.
Do 1759 roku brytyjska Kompania Mórz Południowych, której akcjonariuszami było wielu członków establishementu kontrolowała handel. W 1759 roku Hiszpania odebrała przywilej Brytyjczykom, z powodu napięcia pomiędzy obu państwami. W latach 1759–1779 monopol na handel niewolnikami mieli baskijscy kupcy. W 1817 Asiento straciło rację bytu, ponieważ Hiszpania zniosła handel ludźmi w swych dominiach.